# Villastellone
Villastellone – miejscowość i gmina we Włoszech, w regionie Piemont, w prowincji Turyn.
Według danych na rok 2004 gminę zamieszkiwało 4641 osób, 244,3 os./km².